# Weinbau in Uruguay

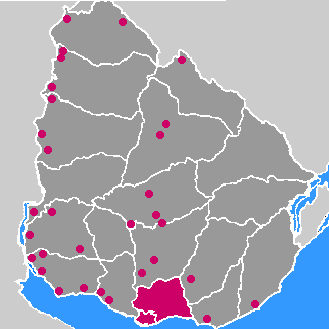
Weinbaugebiete in Uruguay

Lage Uruguays

Wie in vielen Ländern Südamerikas waren es auch in Uruguay die Spanier, die den Weinbau Ende des 18. Jahrhunderts importierten. Aber auch die in Uruguay sehr zahlreichen italienischen Einwanderer kultivierten Wein. Ab etwa 1870 begann man mit kommerzieller Weinproduktion.
Heute werden auf etwa 9.000 Hektar in 161 meist kleineren Betrieben 756.080 Hektoliter produziert. Die größten Anbaugebiete liegen um die Hauptstadt Montevideo im Departamento Canelones, wo etwa 60 % der Produktion anfallen. Die meisten der kleineren Gebiete liegen entlang des Flusses Uruguay und am Río de la Plata. Das Klima in Uruguay ist feucht und subtropisch-warm, durch die Nähe zum Meer bzw. zum Río de la Plata jedoch ist das Hauptanbaugebiet ähnlich dem Médoc gut durchlüftet.
Die älteste und verbreitetste Rebsorte in Uruguay ist der Tannat, der 1875 von Pascual Harriague aus dem französischen Baskenland importiert wurde. Daneben spielt noch der Muscat de Hambourg eine große Rolle.
Weitere Rebsorten sind Merlot, Cabernet Sauvignon, Cabernet Franc und Syrah (Rotwein) sowie Chardonnay, Sauvignon Blanc, Gewürztraminer, Pinot Grigio, Chenin Blanc, Moscatel, Frontignan, Riesling, Semillón, Muscatel Ottonel und Torrontés (Weißwein).